# - (Album)
- („Subtract“) ist das sechste Studioalbum des britischen Popsängers Ed Sheeran aus dem Jahr 2023.

## Hintergrund
Subtract erschien erstmals am 5. Mai 2023 als CD, Download, LP und Streaming durch das Musiklabel Atlantic Records. Es erschien gleichzeitig als Standardversion mit 14 Titeln sowie einer „Deluxe Edition“ mit vier Bonustiteln. Die Lieder wurden alle von Ed Sheeran geschrieben beziehungsweise komponiert. Bei den meisten Titeln erhielt er durch Koautoren Unterstützung, die meisten entstanden in Zusammenarbeit mit Aaron Dessner. Dieser zeichnete darüber hinaus für die Produktion des Albums verantwortlich. Er fungierte weitgegenst alleine als Produzent, lediglich bei einem Titel erhielt er Unterstützung durch Fred Again, Max Martin und Shellback.

## Titelliste
| #   | Titel                  | Länge |
| --- | ---------------------- | ----- |
| 1.  | Boat                   | 3:05  |
| 2.  | Salt Water             | 3:59  |
| 3.  | Eyes Closed            | 3:14  |
| 4.  | Life Goes On           | 3:30  |
| 5.  | Dusty                  | 3:42  |
| 6.  | End of Youth           | 3:51  |
| 7.  | Colourblind            | 3:29  |
| 8.  | Curtains               | 3:44  |
| 9.  | Borderline             | 3:57  |
| 10. | Spark                  | 3:34  |
| 11. | Vega                   | 2:58  |
| 12. | Sycamore               | 2:50  |
| 13. | No Strings             | 2:54  |
| 14. | The Hills of Aberfeldy | 3:15  |

## Rezeption

### Rezension
Josephine Maria Bayer, Kritikerin bei laut.de, schrieb zum Album: „[...] In den dreizehn Albumtracks von "Subtract" setzt er eher auf akustische Elemente. Klavier, Streicher und Gitarre bestimmen das Klangbild. Dennoch ist es kein Unplugged-Album.“

### Charts und Chartplatzierungen
Subtract erreichte in Deutschland sowohl die Chartspitze der Albumcharts, als auch die Chartspitze der Vinylcharts. Am Jahresende belegte das Album Rang zwei der deutschen Album-Jahrescharts sowie Rang sechs der Vinyl-Jahrescharts.
| ChartsChartplatzierungen       | Höchstplatzierung | Wochen |
| ------------------------------ | ----------------- | ------ |
| Deutschland (GfK)              | 1 (17 Wo.)        | 17     |
| Österreich (Ö3)                | 1 (12 Wo.)        | 12     |
| Schweiz (IFPI)                 | 1 (14 Wo.)        | 14     |
| Vereinigtes Königreich (OCC)   | 1 (19 Wo.)        | 19     |
| Vereinigte Staaten (Billboard) | 2 (15 Wo.)        | 15     |

| ChartsJahrescharts (2023)      | Platzierung |
| ------------------------------ | ----------- |
| Deutschland (GfK)              | 17          |
| Österreich (Ö3)                | 54          |
| Schweiz (IFPI)                 | 20          |
| Vereinigtes Königreich (OCC)   | 23          |
| Vereinigte Staaten (Billboard) | 169         |

### Auszeichnungen für Musikverkäufe
| Land/Region                  | Auszeichnungen für Musikverkäufe (Land/Region, Auszeichnung, Verkäufe) | Verkäufe |
| ---------------------------- | ---------------------------------------------------------------------- | -------- |
| Dänemark (IFPI)              | Gold                                                                   | 10.000   |
| Frankreich (SNEP)            | Gold                                                                   | 50.000   |
| Kanada (MC)                  | Gold                                                                   | 40.000   |
| Neuseeland (RMNZ)            | Platin                                                                 | 15.000   |
| Vereinigtes Königreich (BPI) | Gold                                                                   | 100.000  |
| Insgesamt                    | 4× Gold · 1× Platin ·                                                  | 215.000  |

Hauptartikel: Ed Sheeran/Auszeichnungen für Musikverkäufe